# 맥 미니
맥 미니(Mac mini)는 애플에서 판매하는 초소형 규격의 데스크톱 컴퓨터이다. 현재 판매되는 매킨토시 컴퓨터의 세 기종중 맥 프로와 아이맥 라인의 아래에 위치한 보급형 데스크톱 기종이다. 또한 내장 부품들이 기본적으로 랩탑의 부품을 사용하고 있다. 맥 미니는 과거에 디자인적으로 호평을 받았으나 상업적으로는 실패했던 G4 Cube의 디자인을 물려받은 제품이다.
맥 미니는 초창기부터 디스플레이와 키보드, 마우스를 갖추지 않고 출시되었다. 애플은 이를 통해 BYODKM (Bring Your Own Display, Keyboard, and Mouse)의 마케팅으로 판매했으며, 이를 통해 일반적인 윈도 PC 소유자가 자신의 디스플레이와 마우스를 그대로 이용할 수 있었던 점을 노린 것이었다. 한편 맥 미니를 기반으로 한 서버 컴퓨터 역시 판매중이며, 이를 이용하여 작은 네트워크 환경을 구성할 수 있다. 다만 모든 서버 모델들은 OS X 서버 에디션을 필요로 한다.
현재 업데이트된 유니바디 맥 미니의 경우, 애플 컴퓨터로써는 처음으로 HDMI 비디오 포트를 탑재한 제품이며, HDMI를 지원하는 텔레비전과 연결할 시 애플 TV로도 사용할 수 있다는 이점이 있다.

## 개요
맥 미니는 소비자들이 범용으로 이용할 수 있으면서도, 작게 설계된 컴퓨터의 수요를 겨냥하여 개발되었다. 이것이 처음 시판되기 직전에는 "headless iMac"이라고 언급되었으며, 디스플레이를 탑재하지 않고 극단적으로 작은 설계일 것임으로 유명해졌다. 맥미니는 2005년 1월 10일, 맥월드 컨퍼런스 & 엑스포에서 아이팟 셔플과 함께 스티브 잡스에 의해 공개되었다. 당시 모토는 "the cheapest, most affordable Mac ever"였다.
맥미니는 가격대비 성능비를 감안한 앤트리 레벨 데스크톱이었으나, 2011년에 이르러서는 저전력 코어를 탑재하였으나 다른 컴퓨터와 다르지 않은 성능을 갖추기 시작했다. 하지만 여전히 일반적인 데스크톱 컴퓨터와 비교하기는 힘들다. 3.5인치 하드 디스크 드라이브와 애플이 설계한 애플 전용 랩탑 부품을 이용한다. 그렇기 때문에 맥미니에는 반드시 필요한 부품이 완벽한 자리를 갖추도록 설계되었으며, 이 때문에 발열 문제에 취약한 콤팩트한 디자인을 가지고 있다. 이전의 모델들의 경우 부품을 조금씩 선택할 수 있었으며, 약간 느린 데스크톱 컴퓨터 정도로 취급되었다. 그렇기 때문에2011년 사양부터는 이러한 불편사항을 받아들여 다른 일반적인 데스크톱과 비교할만한 저장장치와 메모리를 갖추도록 개선되었다.
일반적으로 맥 미니는 기능 면에서도 호평을 받으면서도 성능면에서도 상대적으로 나쁘지 않게 평가되고 있다. 그러나 이는 상대적으로 매킨토시 컴퓨터에만 국한된 것이며 일반적인 마켓에 판매하는 하위 기종들과 비슷한 성능에 지나지 않는다. 같은 가격이라면 훨씬 빠른 CPU와, 더 나은 그래픽 카드, 더 많은 메모리와 더 많은 저장공간을 갖춘 데스크톱을 구매할 수 있다. 그럼에도 불구하고 맥 미니는 초 소형 디자인을 유지하고 있음을 강점으로 내세우고 있으며, 일반적으로 홈 시어터 구성에 추천되는 기종이다.
현재 새로운 맥 미니 모델은 2010년 5월 15일에 공개되었고, 더 얇은 디자인을 갖춘 알루미늄 유니바디 디자인이다. 이때문에 램이나 하드와 같은 내부 부품을 교체할 수 있게 되었으며, 하드웨어 업그레이드 역시 가능해졌다. 또한 엔디비아 Geforce 320M을 갖추어 HDMI 입력을 지원한다. 이 모델의 업데이트는 2011년 6월 20일에 이뤄졌으며
내장형 CD/DVD 광학 드라이브와, 새로운 썬더볼트 포트, 인텔 코어 i5를 갖추고, 인텔 HD 3000 그래픽 카드를 기본으로 탑재하며, 추가 구성으로 라데온 HD6630M을 탑재할 수 있다. 서버 모델 역시 업데이트되어 인텔 쿼드 코어i7을 탑재했다. 이 코어는 2012년 말까지 계속 사용되었다.

### 디자인

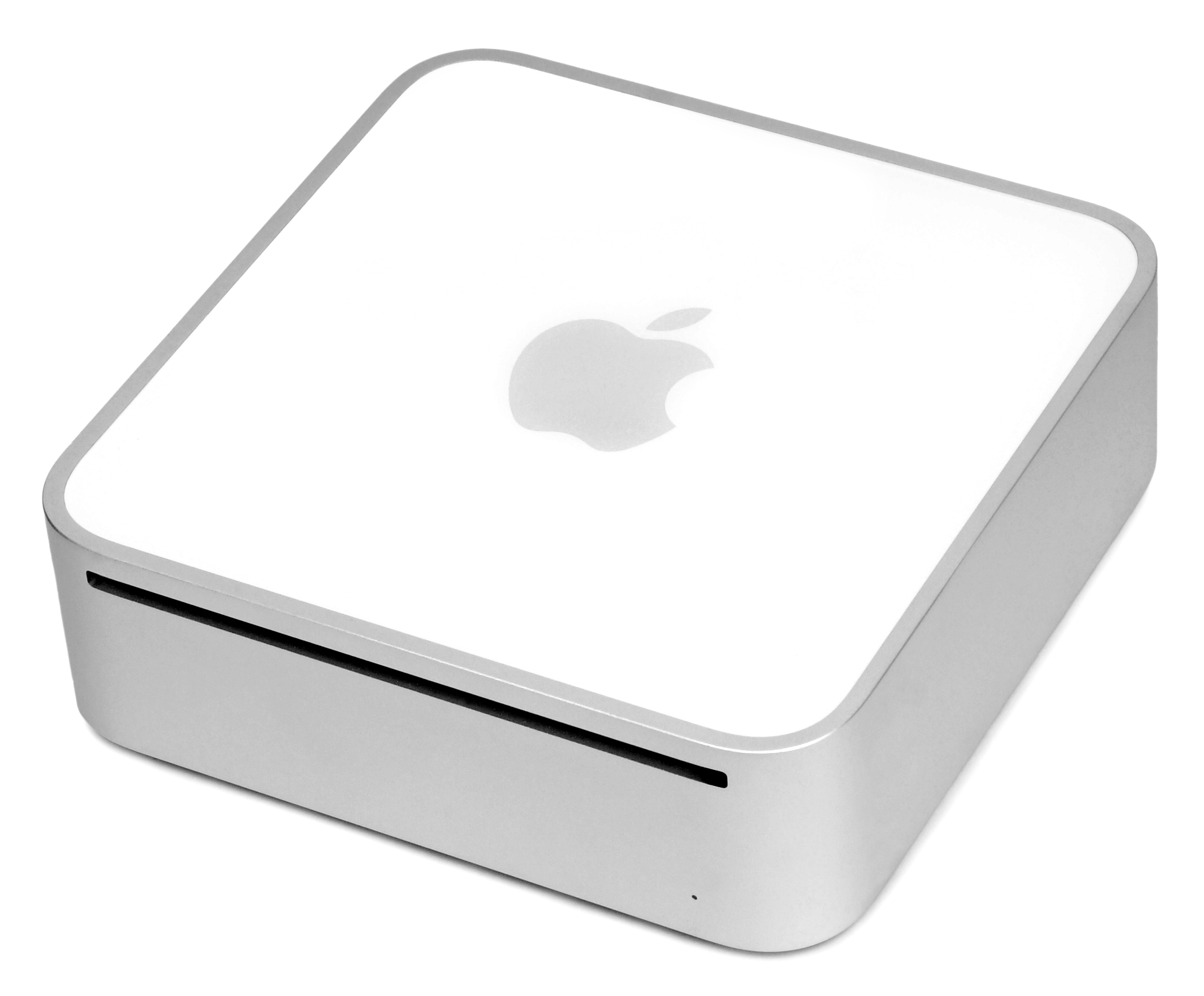
2010년형 맥 미니

초기의 맥 미니는 매우 작아 손쉽게 들고 다닐 수 있는 사이즈를 갖추고 있다. 내부 디자인 역시 알루미늄을 사용하였고, 상단과 하단은 폴리카보네이트 플라스틱을 사용하고 있다. 오리지널 디자인은 눈에 보이는 나사를 볼 수 없으며, 일반적으로 유저가 업그레이드 할 수 없게 설계되었다. 후면에 기기에 직접 연결할 수 있는 포트와 쿨링 시스템 벤트를 갖추고 있고, 파워 서플라이는 외장이다.
2010년 5월 15일 업데이트된 맥 미니는 완전히 새롭게 디자인되었는데, 기존에 비해 1.4 인치 (36 mm)정도 더 높고, 7.7 인치 (196 mm)정도 넓게 설계되었다. 무게가 1.5 kg에도 못미침에도 파워 서플라이를 내부에 갖추게 되었다. 기존 모델과 다르게 더 이상 폴리카보네이트 플라스틱을 외장에 사용하지 않았다. 새로운 모델은 2011년 6월 20일에 공개되었으며, 같은 사이즈를 유지하나 무게는 2.7 파운드 (1.2 kg)로 줄어들었고 시각적으로도 더욱 가벼워보인다. 이는 CD/DVD 드라이브를 제거했기 때문이다.
현재 맥미니의 경우 컴퓨터의 하단부터 라운드 커버 되어 열 수 있으며, 이전 버전의 경우 여는 것이 매우 어려웠었다. 몇몇 유저들의 경우 페인트 나이프를 이용하여 맥 미니를 여는 방법에 대해 공유하고 있으며, 이를 통해 보다 저렴하게 메모리를 업그레이드 할 수 있다. 다만 이렇게 업그레이드 할 경우 맥 미니의 보증이 만료되며, 가능한 열지 않는 것이 좋다. 2009년 모델의 경우 슈퍼 드라이브를 제거하여 세컨드 하드베이로 사용할 수 있다. 2011년 모델의 경우 슈퍼 드라이브가 탑재되지 않았으나, 내부에 추가적인 SSD 및 HDD를 탑재할 공간을 가지고 있다.

## 맥 미니 G4

### 2005년 1월
맥 미니의 두가지 모델이 샌프란시스코의 맥월드 엑스포에서 공식적으로 공개되었다:
- 1.25 GHz의 PowerPC G4 프로세서, 256 메가바이트 RAM, 그리고 40 Gb 하드디스크 (Model # M9686LL/A)
- 1.42 GHz PowerPC G4 프로세서, 256 메가바이트 RAM, 그리고 80Gb 하드디스크 (모델 번호 M9687LL/A)

두 모델에 공통적으로 포함된 사양:
- 슬롯로딩 CD-RW/DVD-ROM 콤보 드라이브
- 32 비디오 램을 갖추고, DVI와 VGA 출력단자를 갖춘 ATI 레이디온 9200 그래픽카드
- 2개의 USB 2.0포트와, 하나의 파이어와이어 400 포트
- 내장된 10/100 이더넷과, V.92 56 Kbps의 모뎀 포트
- 스피커와 헤드폰 라인인 잭

추가적으로 주문생산 할 수 있는 사양:
- RAM을 1Gb까지 업그레이드 (G4 맥 미니는 하나의 램 슬롯만 가지고 있다)
- TV 출력 어댑터 (S-Video와 복합 비디오 출력)
- 무선 에어포트 익스트림 네트워킹 카드와, 블루투스 모듈장착

### 2005년 6월
2005년 6월 26일 약간 변경된 모델이 선보였다. 가장 큰 변경은 메모리 용량이 256 MB PC 2700 SDRAM에서 512MB로 2배 증가한 것으로, 256MB는 OS X의 응용 프로그램을 소화하기에는 부족하다고 판단되었기 때문이다.
- 1.25 GHz 모델 (M9686LL/B)
- 1.42 GHz 모델 (M9687LL/B)

이 시점을 시작으로 1.42 GHz 모델은 모뎀 내장을 중단했지만, 주문 생산쪽으로는 계속 구매가 가능했다.
그리고 새로운 사양의 모델도 소개되었다.
- 1.42 GHz 모델 (M9971LL/B) 슬롯로딩 CD-RW/DVD±RW 포함

### 2005년 10월
맥 미니의 사양이 조용히 2005년 10월에 32 MB VRAM에서 64 MB VRAM으로,CPU는 각각 1.25 GHz에서 1.33 GHz, 1.42 GHz에서 1.5 GHz로 향상, 512MB PC2700에서 PC3200으로 향상되었다. 80 GB 하드디스크도 5400 rpm과 8 MB캐시를 갖춘 시게이트 사의 모멘투스 5400.2 ST9808211A 모델로, 슈퍼드라이브도 듀얼 레이어 굽기가 지원되고, 비공식적으로 DVD-RAM도 지원하는 마츠시타 DVD-R UJ-845 DVD+R로 변경되었다. 내부 메자닌 보드의 에어포트 와이파이와 블루투스 기능도 하나의 칩으로 묶어졌다. 이 새로운 와이파이 카드 때문에 연결장치도 애플 사의 장치를 쓰게 됐다.
구제품의 할인 문제같은 사안을 피하기 위해, 제품 하단의 시리얼 번호와 사양 스티커, 제품 상자는 이런 사양 변경을 나타내지는 않았고, 애플의 공식 홈페이지에서도 찾아볼 수 없었다.

### 스펙
| 구성 요소          | PowerPC G4                                                                                                 | PowerPC G4                                                                                                 | PowerPC G4                                                                                               |
| 모델               | 2005년 초반                                                                                                | 2005년 중반                                                                                                | 2005년 후반                                                                                              |
| ------------------ | --- | --- | --- |
| 출시일             | 2005년 1월 11일                                                                                            | 2005년 7월 26일                                                                                            | 2005년 9월 27일                                                                                          |
| 모델 코드          | M9686*/A, M9687*/A                                                                                         | M9686*/B, M9687*/B, M9971*/B                                                                               | M9687*/B, M9971*/B                                                                                       |
| 모델 식별          | PowerMac10,1                                                                                               | PowerMac10,1                                                                                               | PowerMac10,2                                                                                             |
| 모델명             | A1103 | A1103 | A1103 |
| CPU                | 1.25 GHz 및 1.42 GHz PowerPC G4 (7447A)                                                                    | 1.25 GHz 및 1.42 GHz PowerPC G4 (7447A)                                                                    | 1.33 GHz 및 1.5 GHz PowerPC G4 (7447A)                                                                   |
| CPU 캐시           | 64 KB L1, 512 KB L2 (1:1)                                                                                  | 64 KB L1, 512 KB L2 (1:1)                                                                                  | 64 KB L1, 512 KB L2 (1:1)                                                                                |
| 프론트 사이드 버스 | 167 MHz | 167 MHz | 167 MHz                                                                                                  |
| 램                 | 256 MB 333 MHz DDR SDRAM 추가 확장 1 GB                                                                    | 512 MB 333 MHz DDR SDRAM 추가 확장 1 GB                                                                    | 512 MB 333 MHz DDR SDRAM 추가 확장 1 GB                                                                  |
| 그래픽 카드        | ATI Radeon 9200 그래픽 프로세서 32 MB DDR SDRAM.                                                           | ATI Radeon 9200 그래픽 프로세서 32 MB DDR SDRAM.                                                           | ATI Radeon 9200 그래픽 프로세서 32 MB 및 64 MB DDR SDRAM.                                                |
| 하드 디스크        | 40 및 80 GB 울트라 ATA/100 4200 rpm                                                                        | 40 및 80 GB 울트라 ATA/100 4200 rpm                                                                        | 40 및 80 GB 울트라 ATA/100 5400 rpm                                                                      |
| 광학 드라이브      | 콤보 드라이브 및 슈퍼 드라이브                                                                             | 콤보 드라이브 및 슈퍼 드라이브                                                                             | 콤보 드라이브 및 슈퍼 드라이브                                                                           |
| 인터넷 연결        | 추가 선택 에어포트 익스트림 802.11b/g 10/100 Base-T 이더넷 추가 선택 56k V.92 모뎀 추가 선택 Bluetooth 1.1 | 추가 선택 에어포트 익스트림 802.11b/g 10/100 Base-T 이더넷 추가 선택 56k V.92 모뎀 추가 선택 Bluetooth 1.1 | 추가 선택 에어포트 익스트림 802.11b/g 블루투스 2.0+EDR card 10/100 Base-T 이더넷 추가 선택 56k V.92 모뎀 |
| 외부 연결          | USB 2.0 X2 파이어 와이어 400 X1 빌트 인 모노 스피어 오디오 아웃 미니 잭                                    | USB 2.0 X2 파이어 와이어 400 X1 빌트 인 모노 스피어 오디오 아웃 미니 잭                                    | USB 2.0 X2 파이어 와이어 400 X1 빌트 인 모노 스피어 오디오 아웃 미니 잭                                  |
| 비디오 아웃        | DVI | DVI | DVI |
| 지원 동작 환경     | Mac OS X 10.3.7 팬더                                                                                       | Mac OS X 타이거                                                                                            | Mac OS X 타이거                                                                                          |
| 지원 동작 한계     | Mac OS X 레오파드                                                                                          | Mac OS X 레오파드                                                                                          | Mac OS X 레오파드                                                                                        |
| 무게               | 2.9 파운드 (1.3 kg)                                                                                        | 2.9 파운드 (1.3 kg)                                                                                        | 2.9 파운드 (1.3 kg)                                                                                      |
| 사이즈             | 2.0 인치 (51 mm) H × 6.5 인치 (170 mm) W × 6.5 인치 (170 mm) D                                             | 2.0 인치 (51 mm) H × 6.5 인치 (170 mm) W × 6.5 인치 (170 mm) D                                             | 2.0 인치 (51 mm) H × 6.5 인치 (170 mm) W × 6.5 인치 (170 mm) D                                           |

## 인텔 기반 맥 미니

### 2006년 2월
인텔 사의 프로세서를 바탕으로 한 2 개의 모델이 2006년 2월 28일에 지금까지의 제품을 대체한다는 발표가 있었다.
- 1.5 GHz 인텔 코어 솔로(T1200) 프로세서, 60 GB SATA 하드 디스크, DVD-ROM/CD-RW 콤보 모델(MA205LL/A).
- 1.66 GHz 인델 코어 듀오(T2300) 프로세서, 80 GB SATA 하드 디스크, 마츠시타 DVD-R UJ-846 더블-레이어 슈퍼드라이브(DVD+R DL/DVD±RW/CD-RW) 모델 (MA206LL/A).

두 모델에 공통적으로 포함된 사양:
- 512 MB PC2-5300 DDR2 SDRAM,200핀 SO-DIMM 폼 팩터, 2개의 램 슬롯 (2 GB까지 확장 가능)
- 내장 GMA950 GPU 그래픽 프로세서 (64MB의 DDR2 SDRAM을 메인 메모리와 공유)
- 4개의 USB 2.0 포트
- 1개의 파이어와이어 400 포트
- 아날로그, S/PDIF 광학 디지털 입/출력 겸용 미니 잭
- DVI 영상 출력
- 10/100/1000BASE-T (기가비트) 이더넷
- 에어포트 익스트림, (802.11g), 블루투스 버전 2.0+EDR 내장
- 애플 리모트, 프런트로
- 인텔 가상화 기술 (VT-x)

### 2006년 9월
2006년 9월 6일, 애플 사는 모든 맥 제품에 듀얼코어 프로세서를 채택하면서, 인텔 코어 듀오 T2300 1.66 GHz 모델 [MA607LL/A], 인텔 코어 듀오 (T2400) 1.83 GHz 모델 [MA608LL/A]을 내놓았다.

#### 2007년 8월
2007년 8월 7일, 맥 미니는 새로운 하드웨어와 소프트웨어로 보강되어 출시되었다:
- 새로운 1.83Ghz와 2Ghz의 인텔 코어 2 듀오 프로세서
- 1 Gb(2개의 512 Mb 램이 꽂혀 있다) RAM이 있으며, 2Gb로 업그레이드할 수 있다. RAM의 규격은 667 MHz DDR2 SDRAM(PC2-5300)이며, 2개의 SO-DIMM슬롯에 꽂혀져 있다. 애플에서 지원하진 않았지만, 4Gb(맥에선 3Gb까지만 읽을 수 있었다.)도 가능하였다.[16]
- 80Gb 혹은 120 Gb의 5400RPM SATA 하드 디스크, 옵션으로 160 Gb로 주문할 수 있었다
- 64Mb를 공유한 인텔 GMA 950 내장 그래픽
- iLife '08

#### 2009년 3월
19개월만에 맥 미니는 새로운 하드웨어를 보강하여 출시되었다:
- 2Ghz의 인텔 코어 2 듀오 프로세서가 기본사양이며, 2.26Ghz로 주문할 수 있었다. 공식적인 인텔측의 자료에 의하면 2.26Ghz(P8400)에서는 인텔의 가상화 기술이 가동하지만, 2Ghz(P7350)에선 가동하지 않는다고 적혀져 있다. 그러나 나중에 VMware를 통해 2Ghz 모델이 VT-x를 지원하는 걸로 드러났다.[17]
- 1 Gb의 RAM이 기본으로 설치되었으며, 옵션으로 2Gb를 추가할 수 있다. 여기서 쓰인 RAM의 규격은 1066 MHz DDR3 SDRAM으로, 2개의 SO-DIMM슬롯에 꽂혀있으며, 4Gb로 업그레이드할 수 있다. 2009년 9월의 EFI 업데이트 1.2에서는 최대 8Gb까지 지원 가능하게 되었다.
- 120 Gb 혹은 320 Gb의 5400 RPM SATA 하드 디스크, 옵션으로 250 Gb도 주문할 수 있었다.
- 128Mb 혹은 256Mb의 공유메모리를 사용한 내장 엔디비아 지포스 9400M (램이 1Gb일 경우 128Mb를 비디오 메모리로 사용하였으며, 2Gb이상일 경우엔 256Mb를 사용하였다.)
- 콤보 드라이브 대신에 기본 모델에 듀얼레이어를 지원하는 8배속 SATA 슈퍼드라이브가 들어갔다.
- 파이어와이어 400 포트는 파이어와이어 800 포트로 대체되었다.
- 5개의 USB가 추가되었다.
- Atheros 무선네트워킹 카드가 Broadcom 무선네트워킹 카드로 변경되었다.
- DVI포트가 미니 DVI 포트로 변경되었다.
- 미니 DVD와 DVD-D를 연결하는 어댑터가 추가되었다. 미니 DVI와 VGA를 연결하는 어댑터도 사용가능하다.
- 미니 디스플레이포트에다가 미니 DVI 포트가 추가되었다. 이것으로 인해서 맥 미니를 사용하여 신형 애플 시네마 디스플레이에 연결할 수 있게 되었으며, 미니 디스플레이포트에 듀얼링크 DVI어댑터를 꽂아서 30인치 HD 시네마 디스플레이도 사용가능하게 되었다.
- 미니 DVI와 미니 디스플레이포트 연결은 복제 모드와 확대 모드를 지원한다.
- 애플 리모트가 빠졌지만, 지원은 계속하고 있다.
- 펌웨어 업그레이드를 통하여 무선으로 맥 OS X을 설치할 수 있게 되었다.

2007년에 나온 맥 미니에서는 802.11n을 지원하지 않았지만, 2009년에 나온 맥 미니에서는 지원을 한다. 맥 미니는 1066 MHz 프론트 사이드 버스와 내장 엔디비아 9400M 그래픽을 사용하며, 이는 2008년 8월에 소개된 맥북과 유사함을 보여준다.

### 2009년 8월

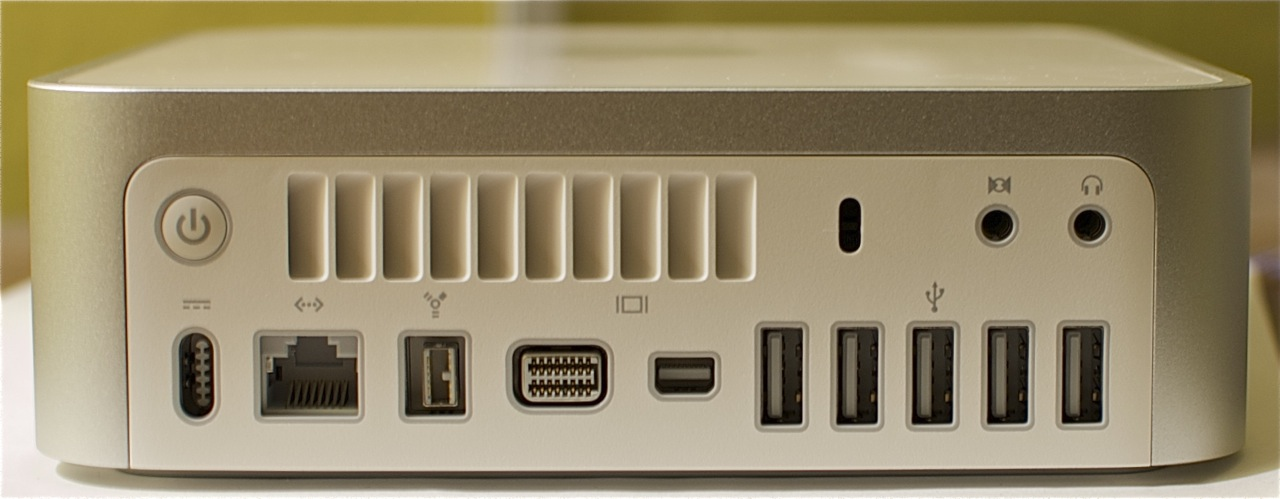
2009년 후반에 나온 맥 미니의 뒷모습

2009년 3월에 맥 미니가 나온후 7개월 뒤인 2009년 8월 20일날, 새롭게 업그레이드 된 맥 미니가 출시되었다:
- 각각 3Mb의 L2 캐시가 달린 2.26Ghz, 2.53Ghz, 그리고 2.66Ghz의 인텔 코어 2 듀오 프로세서.
- 2Gb 혹은 4Gb의 기본 메모리
- 160Gb, 320Gb 혹은 500Gb의 5400RPM SATA 하드 디스크.
- 2.53Ghz의 인텔 코어 2 듀오 프로세서를 사용하는 서버 모델이 나왔으며, 이 모델은 4Gb의 DDR3 RAM과, 광학 드라이브를 없앴으며, 두개의 500Gb의 5400RPM SATA 하드 디스크가 들어있으며, 클라이언트 무제한의 맥 오에스 텐 서버 운영체제가 들어간다.
- 엔디비아 nForce 730i/지포스 9400

## 스펙
| 구성 요소          | 인텔 코어 | 인텔 코어 | 인텔 코어2 듀오 | 인텔 코어2 듀오 | 인텔 코어2 듀오 | 인텔 코어2 듀오 |
| 모델               | 2006년 초반 | 2006년 후반 | 2007년 중반 | 2009년 초반 | 2009년 후반 |                 |
| ------------------ | --- | --- | --- | --- | --- | --------------- |
| 출시일             | 2006년 2월 28일 | 2006년 9월 6일 | 2007년 8월 7일 | 2009년 3월 3일 | 2009년 10월 20일 |                 |
| 모델 코드          | MA205*/A, MA206*/A | MA607*/A, MA608*/A | MB138*/A, MB139*/A | MB463*/A, MB464*/A                                                                                                  | MC238*/A, MC239*/A, MC408*/A |                 |
| 모델 식별          | Macmini1,1 | Macmini1,1 | Macmini2,1 | Macmini3,1 | Macmini3,1 |                 |
| 모델명             | A1176 | A1176 | A1176 | A1283 | A1283 |                 |
| CPU                | 1.5 GHz 인텔 코어 솔로 (T1200) 및 1.66 GHz 인텔 코어 듀오 (T2300) 인텔 코어2 듀오 T7600로 업그레이드 가능                                                      | 1.66 GHz (T2300) 및 1.83 GHz 인텔 코어 듀오 (T2400) 인텔 코어2 듀오 T7600로 업그레이드 가능                                                                    | 1.83 GHz (T5600) 및 2.0 GHz 인텔 코어2 듀오 (T7200) 인텔 코어2 듀오 T7600로 업그레이드 가능                                                                    | 2.0 GHz (P7350) Intel Core 2 Duo 추가 선택 2.26 GHz 인텔 코어2 듀오 (P8400)                                         | 2.26 GHz (P7550) 및 2.53 GHz 인텔 코어2 듀오 (P8700) 추가 선택 2.66 GHz 인텔 코어2 듀오 (P8800)                                                                  |                 |
| CPU 캐시           | 2 MB 온 칩 L2 캐시 | 2 MB 온 칩 L2 캐시 | 2 MB (1.83 GHz), 4 MB (2.0 GHz) 공유 | 3 MB 온 칩 L2 캐시                                                                                                  | 3 MB 온 칩 L2 캐시 |                 |
| 프론트 사이드 버스 | 667 MHz | 667 MHz | 667 MHz | 1067 MHz | 1067 MHz |                 |
| 램                 | 512 MB (256 MB X2) 667 MHz DDR2 SDRAM 추가 확장 2 GB | 512 MB (256 MB X2) 667 MHz DDR2 SDRAM 추가 확장 2 GB | 1 GB (512 MB X2) 667 MHz DDR2 SDRAM 추가 확장 4 GB | 1 GB (1GB X1) 및 2 GB (1GB X2)1066 MHz DDR3 SDRAM 추가 확장 8 GB, 애플 지원 4 GB                                    | 2 GB (1 GB X2) 및 4 GB (2GB X2) 1066 MHz DDR3 SDRAM 추가 확장 8 GB, 애플 지원 4 GB                                                                               |                 |
| 그래픽 카드        | 인텔 GMA 950 64 MB DDR2 SDRAM | 인텔 GMA 950 64 MB DDR2 SDRAM | 인텔 GMA 950 64 MB DDR2 SDRAM | 엔디비아 Geforce 9400M 128 MB 및 256 MB DDR3 SDRAM                                                                  | 엔디비아 Geforce 9400M 256 MB DDR3 SDRAM |                 |
| 그래픽 카드        | 메인 메모리 공유 | | | | |                 |
| 하드 디스크        | 60 및 80 GB 추가 선택 100 GB 및 120 GB | 60 및 80 GB 추가 선택 100 GB, 120 GB 및 160 GB | 80 및 120 GB 추가 선택 160 GB | 120 및 320 GB 추가 선택 250 GB                                                                                      | 160 및 320 GB 서버 모델 500 GB X2 추가 선택 500 GB |                 |
| 하드 디스크        | 시리얼 ATA 5400-rpm | | | | |                 |
| 광학 드라이브      | 8× DVD 읽기, 24× CD-R 및 16× CD-RW 콤보 드라이브 기록 및 8× DVD±R 읽기, 4× DVD±R 쓰기 or 2× DVD±RW 쓰기, 24× CD 읽기, 16× CD-R, 및 8× CD-RW 콤보 드라이브 기록 | 8× DVD 읽기, 24× CD-R 및 16× CD-RW 콤보 드라이브 기록 및 8× DVD±R 읽기, 4× DVD±R 쓰기 or 2× DVD±RW 쓰기, 24× CD 읽기, 16× CD-R, 및 8× CD-RW 콤보 드라이브 기록 | 8× DVD 읽기, 24× CD-R 및 16× CD-RW 콤보 드라이브 기록 및 8× DVD±R 읽기, 4× DVD±R 쓰기 or 2× DVD±RW 쓰기, 24× CD 읽기, 16× CD-R, 및 8× CD-RW 콤보 드라이브 기록 | 8× DVD±R 읽기, 6× DVD±R-DL 쓰기, 8× DVD±R 쓰기 및 6× DVD±RW 쓰기, 24× CD 읽기, 24× CD-R 및 CD-RW 슈퍼 드라이브 기록 | 8× DVD±R 읽기, 6× DVD±R-DL 쓰기, 8× DVD±R 쓰기, 6× DVD-RW 쓰기, 8× DVD+RW 쓰기, 24× CD 읽기, 24× CD-R 및 CD-RW 슈퍼 드라이브 기록 서버 모델 광학 드라이브 미탑재 |                 |
| 인터넷 연결        | 에어포트 익스트림 Atheros 802.11b/g 기가 비트 이더넷 블루투스 2.0+EDR                                                                                          | 에어포트 익스트림 Atheros 802.11b/g 기가 비트 이더넷 블루투스 2.0+EDR                                                                                          | 에어포트 익스트림 Atheros 802.11b/g 기가 비트 이더넷 블루투스 2.0+EDR                                                                                          | 에어포트 익스트 Broadcom 802.11a/b/g/draft-n] 기가 비트 이더넷 블루투스 2.1+EDR                                     | 에어포트 익스트 Broadcom 802.11a/b/g/] 기가 비트 이더넷 블루투스 2.1+EDR                                                                                         |                 |
| 외부 연결          | USB 2.0 X4 파이어와이어 400 X1 빌트인 모노 스피어 오디오 아웃 미니 잭 오디오 라인 입력/ 디지털 오디오 입력                                                     | USB 2.0 X4 파이어와이어 400 X1 빌트인 모노 스피어 오디오 아웃 미니 잭 오디오 라인 입력/ 디지털 오디오 입력                                                     | USB 2.0 X4 파이어와이어 400 X1 빌트인 모노 스피어 오디오 아웃 미니 잭 오디오 라인 입력/ 디지털 오디오 입력                                                     | USB 2.0 X5 파이어와이어 800 X1 빌트인 모노 스피어 오디오 아웃 미니 잭 오디오 라인 입력/ 디지털 오디오 입력          | USB 2.0 X5 파이어와이어 800 X1 빌트인 모노 스피어 오디오 아웃 미니 잭 오디오 라인 입력/ 디지털 오디오 입력                                                       |                 |
| 비디오 아웃        | DVI, Mini-DVI 및 미니 디스플레이 포트 | DVI, Mini-DVI 및 미니 디스플레이 포트 | DVI, Mini-DVI 및 미니 디스플레이 포트 | | |                 |
| 지원 동작 환경     | Mac OS X 10.4.5 타이거 | Mac OS X 10.4.7 타이거 | Mac OS X 10.4.10 타이거 | Mac OS X 10.5.6 레오파드                                                                                            | Mac OS X 10.6.1 스노우 레오파드 |                 |
| 지원 동작 한계     | Mac OS X 10.6.8 스노우 레오파드 | Mac OS X 10.6.8 스노우 레오파드 | Mac OS X 10.7.5 라이온 | OS X 10.9 매버릭스                                                                                                  | OS X 10.9 매버릭스 |                 |
| 무게               | 2.9 파운드 (1.3 kg) | 2.9 파운드 (1.3 kg) | 2.9 파운드 (1.3 kg) | 2.9 파운드 (1.3 kg)                                                                                                 | 2.9 파운드 (1.3 kg) |                 |
| 사이즈             | 2.0 인치 (51 mm) H × 6.5 인치 (170 mm) W × 6.5 인치 (170 mm) D                                                                                                 | 2.0 인치 (51 mm) H × 6.5 인치 (170 mm) W × 6.5 인치 (170 mm) D                                                                                                 | 2.0 인치 (51 mm) H × 6.5 인치 (170 mm) W × 6.5 인치 (170 mm) D                                                                                                 | 2.0 인치 (51 mm) H × 6.5 인치 (170 mm) W × 6.5 인치 (170 mm) D                                                      | 2.0 인치 (51 mm) H × 6.5 인치 (170 mm) W × 6.5 인치 (170 mm) D                                                                                                   |                 |

## 맥 미니(유니바디)

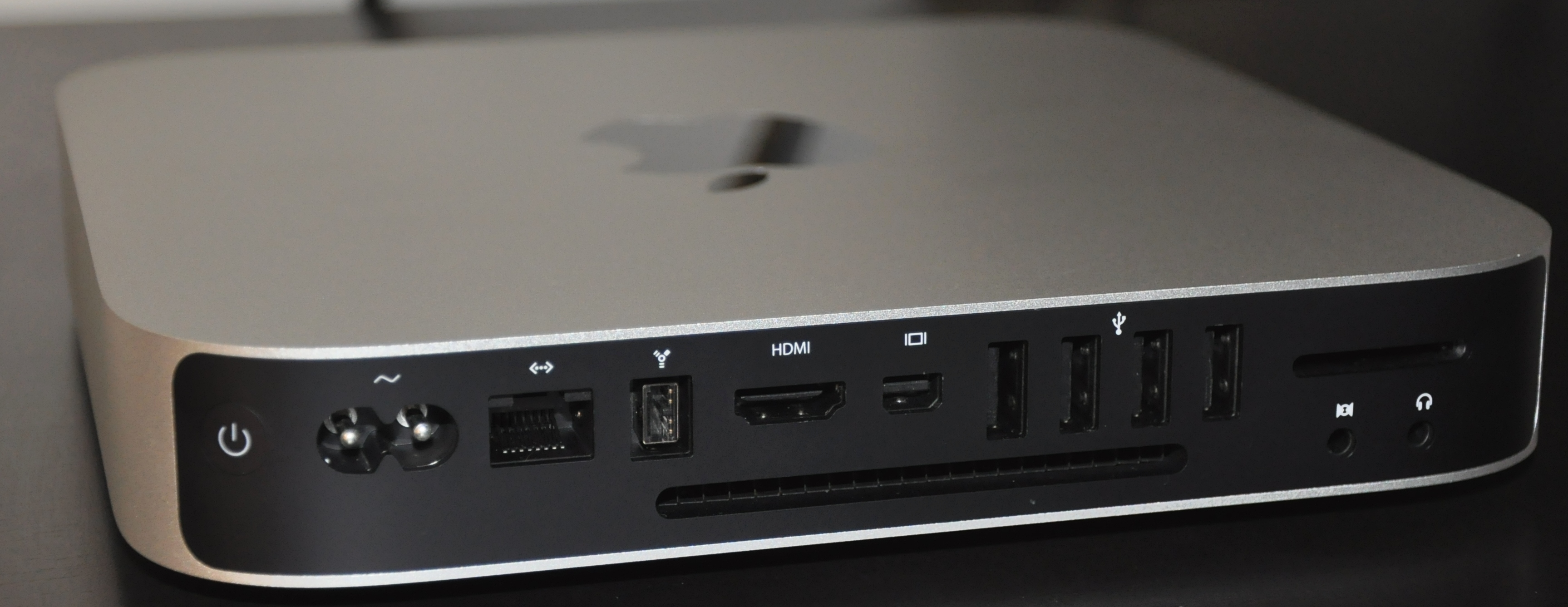
2014 mid 모델의 패널 뒷면

#### 2010년 6월
2010년 6월에 또 다시 맥 미니가 변신을 하게 되었다.
가장 큰 점으로는 외형이 기존의 맥북프로라인과 같은 유니바디로 바뀌게 되었으며 가로로 좀 더 길어진 외형을 갖추게 되었다.
HDMI를 탑재했으며 본체 밑 부분에 교체가 용이하도록 착탈식 패널을 달았다.
- 1.4 inch 높이의 알루미늄 캐싱 (유니바디 일체형)
- 한층 더 빨라진 NVIDIA geforce 320M vga
- 본체 build-in power supply
- HDMI / SD slot 추가
- 쉬워진 메모리 교체가 가능하게 하는 착탈식 패널

#### 2011년 7월
새로운 인텔 CPU가 발표되면서 맥 미니도 업그레이드되었다.
- 32nm공정의 샌디브릿지 인텔 코어 i5 CPU를 사용한다.
- 그래픽 모듈이 지포스에서 인텔 내장 그래픽으로 바뀌었다.
- 가격이 79만원부터 시작한다.
- ODD 생략
- 선더볼트 포트 장착

#### 2012년 10월
2012년 10월에 맥 미니가 더 얇게 변신을 하게 되었다.
기존의 샌디브릿지 CPU가 아이비브릿지 CPU로 변경되었으며 더 두께가 얇아졌다.
- 3MB L3 캐시를 사용한 2.5Ghz 인텔 코어 i5 CPU 사용
- 더 빨라진 인텔 HD 4000그래픽 내장
- 미니 디스플레이 포트를 이용한 모니터 출력
- 새로운 맥 OS X 마운틴 라이언
- 3MB의 L3 캐시를 사용한 2.3Ghz 인텔 코어 i7 CPU를 사용한 맥 미니 서버에는 신형 OS X 서버가 포함되어 있다.

### 스펙
| 구성 요소          | 인텔 코어 2 듀오 | 인텔 코어 2 듀오 | 인텔 코어 i5 및 인텔 코어 i7                                                                 | 인텔 코어 i5 및 인텔 코어 i7 | 인텔 코어 i5 및 인텔 코어 i7                                               | 인텔 코어 i5 및 인텔 코어 i7                                                                 | 인텔 코어 i5 및 인텔 코어 i7 | 인텔 코어 i5 및 인텔 코어 i7 |                               |
| 모델               | 2010년 중반 이후< | 2010년 중반 이후< | 2011년 중반                                                                                  | 2011년 중반 | 2011년 중반                                                                | 2012년 후반                                                                                  | 2012년 후반 | 2012년 후반 |                               |
| ------------------ | --- | --- | -------------------------------------------------------------------------------------------- | --- | -------------------------------------------------------------------------- | -------------------------------------------------------------------------------------------- | --- | --- | ----------------------------- |
| 출시일             | 2010년 6월 15일 | 2010년 6월 15일 | 2011년 7월 20일                                                                              | 2011년 7월 20일 | 2011년 7월 20일                                                            | 2012년 10월 23일                                                                             | 2012년 10월 23일 | 2012년 10월 23일 |                               |
| 모델 코드          | MC270XX/A | MC438XX/A (서버모델) | MC815XX/A                                                                                    | MC816XX/A | MC936XX/A (서버모델)                                                       | MD387LL/A                                                                                    | MD388LL/A | MD389LL/A (서버모델) |                               |
| 모델 식별          | Macmini4,1 | Macmini4,1 | Macmini5,1                                                                                   | Macmini5,2 | Macmini5,3                                                                 | Macmini6,1                                                                                   | Macmini6,2 | Macmini6,2 |                               |
| 모델 명            | A1347 | A1347 | A1347                                                                                        | A1347 | A1347                                                                      | A1347                                                                                        | A1347 | A1347 |                               |
| CPU                | 2.4 GHz 인텔 코어2 듀오 (P8600) 추가 선택 2.66 GHz 인텔 코어2 듀오 (P8800)                                                             | 2.66 GHz 인텔 코어2 듀오 (P8800) | 2.3 GHz 듀얼 코어 인텔 코어 i5 샌디브릿지 (i5-2415M) 터보 부스트 2.9 GHz                     | 2.5 GHz 듀얼 코어 인텔 코어 i5 샌디브릿지 (i5-2520M) 터보 부스트 3.2 GHz 추가 선택 2.7 GHz 듀얼 코어 인텔 코어 i7 (i7-2620M) 터보 부스트 3.4 GHz | 2.0 GHz 쿼드 코어 인텔 코어 i7 샌디 브릿지 (i7-2635QM) 터보 부스트 2.9 GHz | 2.5 GHz 쿼드 코어 인텔 i5 아이비 브릿지 (i5-3210M)) 터보 부스트 3.1 GHz                      | 2.3 GHz 쿼드 코어 인텔 코어 i7 (i7-3615QM) 터보 부스트 3.3 GHz 추가 선택 2.6 GHz 쿼드 코어 인텔 코어 i7 (i7-3720QM) 터보 부스트 3.6 GHz) | 2.3 GHz 쿼드 코어 인텔 코어 i7 (i7-3615QM) 터보 부스트 3.3 GHz 추가 선택 2.6 GHz 쿼드 코어 인텔 코어 i7 (i7-3720QM) 터보 부스트 3.6 GHz) |                               |
| CPU 캐시           | 3 MB 온칩 L2 | 3 MB 온칩 L2 | 3 MB 온칩 L3 공유                                                                            | 3 MB 온칩 L3 공유 4 MB 온칩 L3 공유 i7-2620M | 6 MB 온칩 L3 공유                                                          | 3 MB L3                                                                                      | 6 MB L3 | 6 MB L3 |                               |
| 프론트 시스템 버스 | 1.07 GHz | 1.07 GHz | 다이렉트 미디어 인터페이스                                                                   | 다이렉트 미디어 인터페이스 | 다이렉트 미디어 인터페이스                                                 | 다이렉트 미디어 인터페이스                                                                   | 다이렉트 미디어 인터페이스 | 다이렉트 미디어 인터페이스 |                               |
| 램 슬롯 X2         | 2 GB (1 GB X2) 1066 MHz DDR3 SDRAM 추가 확장 8 GB (4 GB X2) 1066 MHz DDR3 SDRAM                                                        | 4 GB (2 GB X2) 1066 MHz DDR3 SDRAM 추가 확장 8 GB (4 GB X2) 1066 MHz DDR3 SDRAM                                                        | 2 GB (1 GB X2) 1333 MHz DDR3 추가 선택 4 (2 GB X2) 및 8 GB (2 × 4 GBX 2) 1333 MHz DDR3 SDRAM | 4 GB (2 GB X2) 1333 MHz DDR3 추가 선택 8 GB (4 GB X2) 1333 MHz DDR3 SDRAM                                                                        | 4 GB (2 GB X2) 1333 MHz DDR3 추가 선택 8 GB (4 GB X2) 1333 MHz DDR3 SDRAM  | 4 GB (2 GB X2) 1600 MHz DDR3 추가 선택 8 GB (4 GB X2) 및 16 GB (8 GB X2) 1600 MHz DDR3 SDRAM | 4 GB (2 GB X2) 1600 MHz DDR3 추가 선택 8 GB (4 GB X2) 및 16 GB (8 GB X2) 1600 MHz DDR3 SDRAM                                             | 4 GB (2 GB X2) 1600 MHz DDR3 추가 선택 8 GB (4 GB X2) 및 16 GB (8 GB X2) 1600 MHz DDR3 SDRAM                                             |                               |
| 램 슬롯 X2         | 그래픽 카드 메인 메모리 공유 | 엔디비아 Geforce 320M 256 MB DDR3 SDRAM                                                                                                | 엔디비아 Geforce 320M 256 MB DDR3 SDRAM                                                      | 인텔 HD 3000 288 MB DDR3 SDRAM 메인 메모리 공유                                                                                                  | AMD Radeon HD6630M 256 MB GDDR5 memory                                     | 인텔 HD 3000 384 MB DDR3 SDRAM                                                               | 인텔 HD 4000 메인 메모리 공유 | 인텔 HD 4000 메인 메모리 공유 | 인텔 HD 4000 메인 메모리 공유 |
| 하드 디스크        | 320 GB SATA 5400 rpm | 2X 500 GB SATA 7200 rpm | 500 GB SATA 5400 rpm                                                                         | 500 GB SATA 5400 rpm | 2X 500 GB SATA 7200 rpm                                                    | 500 GB SATA 5400 rpm                                                                         | 1 TB SATA 5400 rpm | 2X 1 TB SATA 5400 rpm <span style="color:#969696"                                                                                        |                               |
| 광학 드라이브      | 슈퍼 드라이브 (쓰기 : 6× DVD±R-DL, 8× DVD±R, 6× DVD-RW, 8× DVD+RW; 읽기: 8× DVD±R, 24× CD, 24× CD-R 및 CD-RW                           | 미탑재 추가 선택 외장형 맥북 에어 광학 드라이브 소프트웨어                                                                             | 미탑재 추가 선택 외장형 맥북 에어 광학 드라이브 소프트웨어                                   | 미탑재 추가 선택 외장형 맥북 에어 광학 드라이브 소프트웨어                                                                                       | 미탑재 추가 선택 외장형 맥북 에어 광학 드라이브 소프트웨어                 | 미탑재 추가 선택 외장형 슈퍼 드라이브                                                        | 미탑재 추가 선택 외장형 슈퍼 드라이브 | 미탑재 추가 선택 외장형 슈퍼 드라이브 |                               |
| 인터넷 연결        | 10/100/1000 Base-T 기가비트 이더넷 빌트 인 에어포트 익스트림(802.11a/b/g/n) 블루투스 2.1+EDR IR 리시버                                 | 10/100/1000 Base-T 기가비트 이더넷 빌트 인 에어포트 익스트림(802.11a/b/g/n) 블루투스 2.1+EDR IR 리시버                                 | 변경됨 블루투스 4.0                                                                          | 변경됨 블루투스 4.0 | 변경됨 블루투스 4.0                                                        | 변경됨 블루투스 4.0                                                                          | 변경됨 블루투스 4.0 | 변경됨 블루투스 4.0 |                               |
| 외부 연결          | HDMI X1 미니 디스플레이 포트 X1 SDXC 카드 슬롯 X1 파이어와이어 800 X1 USB 2.0 X4 1 × 3.5 mm 라인 아웃, 헤드폰 잭 1 × 3.5 mm 라인 인 잭 | HDMI X1 미니 디스플레이 포트 X1 SDXC 카드 슬롯 X1 파이어와이어 800 X1 USB 2.0 X4 1 × 3.5 mm 라인 아웃, 헤드폰 잭 1 × 3.5 mm 라인 인 잭 | 변경됨 미니 디스플레이 포트 X1에서 썬더볼트 포트 X1                                          | 변경됨 미니 디스플레이 포트 X1에서 썬더볼트 포트 X1                                                                                              | 변경됨 미니 디스플레이 포트 X1에서 썬더볼트 포트 X1                        | 변경됨 USB 2.0 X4에서 USB 3.0 X4                                                             | 변경됨 USB 2.0 X4에서 USB 3.0 X4 | 변경됨 USB 2.0 X4에서 USB 3.0 X4 |                               |
| 지원 동작 환경     | Mac OS X 10.6.3 스노우 레오파드 | Mac OS X Server 10.6 스노우 레오파드 서버                                                                                              | Mac OS X 10.7 라이온                                                                         | Mac OS X 10.7 라이온 | Mac OS X 10.7 라이온                                                       | OS X 10.8.1 마운틴 라이온                                                                    | OS X 10.8.1 마운틴 라이온 | OS X 10.8.1 마운틴 라이온 및 Mac OS X Server#OS X 10.8 마운틴 라이온 서버                                                                |                               |
| 지원 동작 한계     | OS X 10.9 매버릭스 | OS X 10.9 매버릭스 | OS X 10.9 매버릭스                                                                           | OS X 10.9 매버릭스 | OS X 10.9 매버릭스                                                         | OS X 10.9 매버릭스                                                                           | OS X 10.9 매버릭스 | OS X 10.9 매버릭스 |                               |
| 무게               | 3.0 파운드 (1.4 kg) | 2.8 파운드 (1.3 kg) | 2.7 파운드 (1.2 kg)                                                                          | 2.7 파운드 (1.2 kg) | 3.0 파운드 (1.4 kg)                                                        | 2.7 파운드 (1.2 kg)                                                                          | 2.7 파운드 (1.2 kg) | 2.9 파운드 (1.3 kg) |                               |
| 사이즈             | 1.4 인치 (36 mm) H × 7.7 인치 (196 mm) W × 7.7 인치 (196 mm) D                                                                         | 1.4 인치 (36 mm) H × 7.7 인치 (196 mm) W × 7.7 인치 (196 mm) D                                                                         | 1.4 인치 (36 mm) H × 7.7 인치 (196 mm) W × 7.7 인치 (196 mm) D                               | 1.4 인치 (36 mm) H × 7.7 인치 (196 mm) W × 7.7 인치 (196 mm) D                                                                                   | 1.4 인치 (36 mm) H × 7.7 인치 (196 mm) W × 7.7 인치 (196 mm) D             | 1.4 인치 (36 mm) H × 7.7 인치 (196 mm) W × 7.7 인치 (196 mm) D                               | 1.4 인치 (36 mm) H × 7.7 인치 (196 mm) W × 7.7 인치 (196 mm) D                                                                           | 1.4 인치 (36 mm) H × 7.7 인치 (196 mm) W × 7.7 인치 (196 mm) D                                                                           |                               |